# ИФ Сааб
„ИФ Сааб“ (на шведски: Idrottsföreningen Saab) – професионален футболен клуб от едноимения град Линшьопинг, Йостерйотланд.  

## История
Основан през 1941 г. от хората, работещи за автомобилния гигант „Сааб“. Клубът има също и силен[източник? (Поискан днес)] хандбален отбор. През 1973 година записва единственното си участие в Алсвенскан, като заема последното 14-о място и се завръща във 2-ра дивизия. През 1981 година „ИФ Сааб“ се слива с „БК Дерби“ в „Линшьопинг ФФ“.
Клубът има множество спортни секции: бадминтон, банди, тенис на маса, боулинг, бокс, стрелба с лък, колоездене, лека атлетика, гимнастика, хандбал, фирмени спортове, ски, ориентиране, тенис и варпа. Хандбалният клуб печели 6 пъти първенството на Швеция.
На 17 август 1995 клубът е преоснован като „Линшьопинг Лейон“, но е разформирован на 27 юни 2016 година.

## Успехи
- Алсвенскан
  - 14-о (1): 1973
- Дивизия 2 Норланд
  -  Шампион (1): 1970